# Абърдийн (Южна Дакота)
Вижте пояснителната страница за други значения на Абърдийн.
Абърдийн (на английски: Aberdeen) е град в щата Южна Дакота, САЩ. Абърдийн е с население от 24 658 жители (2000) и обща площ от 33,70 км² (13 мили²). Абърдийн е основан през 1880 г., а получава статут на град през 1882 г. Местният вестник се казва Американ Нюз (Американски новини). Градът е кръстен на град Абърдийн в Шотландия.